# Domani è come oggi
Domani è come oggi è il secondo album studio dei Duracel.

## Tracce
1. Voglio ritornare al liceo – 2.26
2. Sara – 1.39
3. Vola – 2.28
4. Non sarò mai una star – 2.38
5. Antipatica – 1.42
6. Lunghe notti al bar – 1.49
7. Sono fragile – 1.31
8. V.E.G.A. – 2.02
9. Grazie a te – 2.32
10. Soldi non ne ho – 2.28
11. Copo è il nostro bar – 1.25
12. Voglio giocare – 3.03
13. Nonostante te – 1.52

## Formazione
- Zamu - voce, basso
- Umbre - chitarra
- Vale - chitarra
- EL Bocia - batteria